# Volbeat (gruppo musicale)
I Volbeat sono un gruppo heavy metal danese, nato nel 2001. Nel marzo 2007 sono stati la prima band metal a raggiungere la prima posizione nella classifica di vendite danese.

## Storia del gruppo
La band è nata nel 2001, dopo lo scioglimento dei Dominus, la vecchia band del frontman Michael Poulsen. La loro musica può essere descritta come una fusione tra l'heavy metal e il rockabilly, infatti tra le loro maggiori ispirazioni figurano Elvis Presley e Johnny Cash. La loro carriera è decollata dopo l'esibizione all'edizione 2006 del Roskilde Festival, in seguito alla quale The Strength/The Sound/The Songs ha raggiunto la 18ª posizione della classifica di vendite danese, rientrato in classifica nel 2007 e vincitore di un disco d'oro nel 2008 grazie al successo del secondo album Rock the Rebel/Metal the Devil, capace di debuttare direttamente alla prima posizione. Recentemente l'album ha raggiunto anche il disco d'oro e il disco di platino in Danimarca.
Nel 2013 si è aggiunto come chitarrista l'ex Anthrax Rob Caggiano, anche produttore dell'album Outlaw Gentlemen & Shady Ladies.
Nel novembre 2015, il bassista Anders Kjølholm lascia il gruppo.
L'8 aprile 2016 viene pubblicato l'audio del brano The Devil's Bleeding Crown, che anticipa l'album Seal the Deal & Let's Boogie, pubblicato il 3 giugno per la Republic Records. Il 14 maggio 2016 alla formazione si aggiunge ufficialmente Kaspar Boye Larsen.
Il 5 giugno 2023 i Volbeat hanno annunciato l’uscita dalla band del chitarrista Rob Caggiano:"Dopo dieci incredibili anni,dobbiamo purtroppo annunciare che ci siamo separati da Rob Caggiano. Al suo posto dal vivo nel 2023 suonerà il nostro caro amico Flemming C. Lund".

## Riconoscimenti
- Premio come miglior band live votata dai fan e come miglior album di debutto ai Danish Metal Music Awards del 2006.
- Premio "Steppeulven" come speranza del 2006.

## Formazione

### Formazione attuale
- Michael Poulsen – voce, chitarra (2001-presente)
- Jon Larsen – batteria (2001-presente)
- Kaspar Boye Larsen – basso (2016-presente)

### Ex componenti
- Teddy Vang – chitarra (2001-2002)
- Franz Gottschalk – chitarra (2002-2006)
- Thomas Bredahl – chitarra (2006-2011)
- Anders Kjølholm – basso (2001-2015)
- Rob Caggiano – chitarra (2013-2023)

### Turnisti
- Jon Dette – batteria (2022-presente)
- Flemming C. Lund - chitarra (2023-presente)

### Ex turnisti
- Josh Newton – basso (2011)
- Hank Shermann – chitarra solista (2011-2013)

## Discografia

### Album in studio
- 2005 – The Strength/The Sound/The Songs
- 2007 – Rock the Rebel/Metal the Devil
- 2008 – Guitar Gangsters & Cadillac Blood
- 2010 – Beyond Hell/Above Heaven
- 2013 – Outlaw Gentlemen & Shady Ladies
- 2016 – Seal the Deal & Let's Boogie
- 2019 – Rewind, Replay, Rebound
- 2021 – Servant of the Mind
- 2025 – God of Angels Trust

### Album dal vivo
- 2007 – Live: Sold Out!
- 2011 – Live from Beyond Hell/Above Heaven
- 2018 – Let's Boogie (Live from Telia Parken)